# Kenan Sipahi
Kenan Sipahi (Pristina, 26 maggio 1995) è un cestista turco.

## Carriera
Con la Turchia ha disputato i Campionati europei del 2017.

## Palmarès
- Campionato turco: 1

Fenerbahçe Ülker: 2013-14
- Coppa del Presidente: 1

Fenerbahçe Ülker: 2013